# Главы Кемерова
В данной статье приведён список глав города Кемерова.

## Первые секретари Кемеровского горкома КПСС
- Новаковский, Марк Борисович 7.1931 — 1933
- Шаповалов, Владимир Семёнович 27.3.1950 — 2.4.1951
- Карпов, Василий Иванович июнь 1954—1959
- Турчин, Николай Давыдович 4.6.1960 — 15.1.1963
- Листов, Владимир Владимирович 1966—1970 гг.
- Навасардянц, Георгий Адамович ? — 1973
- Чурпита, Вениамин Михайлович 22 ноября 1973 года — 22 сентября 1978 года
- Галкин, Владислав Николаевич 22 сентября 1978 года — 9 марта 1983 года
- Веселов, Герман Семенович 9 марта 1983 года — ?
- Овденко, Владимир Иванович 1983 — ?

## Председатели Кемеровского горисполкома
- Токарев, Александр Арефьевич 1936—1937
- Годовицын, Геннадий Николаевич 1937—1940
- Шаповалов, Владимир Семёнович 1946—1949
- Веселов, Герман Семенович ?- ?
- Квак, Григорий Иванович ? — 1986
- Владимир Михайлов 1986—1990

## После 1991
- Михайлов, Владимир Васильевич 1986—2012
- Ермаков, Валерий Константинович 1 февраля 2013 года — 19 апреля 2016 года
- Середюк, Илья Владимирович с 30 сентября 2016 года по сентябрь 2022 года
- Анисимов, Дмитрий Викторович с сентября 2022 года.